# Юлде
Ю́лде (ест. Ülde küla) — село в Естонії, у волості Пиг'я-Сакала повіту Вільяндімаа.

## Населення
Чисельність населення на 31 грудня 2011 року становила 172 особи.

## Географія
Поблизу населеного пункту проходять автошляхи 24120 (Яска — Аймла) та 24110 (Веневере — Тяексі).

## Історія
З 19 грудня 1991 до 1 листопада 2005 року село входило до складу волості Олуствере, з 1 листопада 2005 до 21 жовтня 2017 року — волості Сууре-Яані.